# Kham Hiao
Kham Hiao (voller Name Samdat Brhat-Anya Kham Hiao; † 1353) war von 1343 bis 1353 König des Reiches Rajadharani Sri Sudhana, dem heutigen Luang Prabang.

## Leben
Kham Hiao war der jüngere Sohn von König Suvanna Kamphong und wurde im Palast erzogen. Nachdem sein älterer Bruder Khun Phi Fa gestorben war, wurde Kham Hiao 1343 auf den Thron gesetzt. Er tötete seine Frau und dann sich selbst, weil er nicht gegen seinen Neffen Fa Ngum kämpfen wollte.
Kham Hiao hatte zwei Töchter:
- Prinzessin (Chaofa Nying) Kael Mahari, die den Prinzen Ulong (Chaofa Luak) gebar
- Prinzessin (Chaofa Nying) Keava Nawi Anungahaya (Keo Noi Nong Hiao), wurde 1377 mit König Samsaenthai vermählt